# Sedlice (Boemia meridionale)
Sedlice (in tedesco Sedlitz) è una città della Repubblica Ceca facente parte del distretto di Strakonice, in Boemia Meridionale.